# BLAZBLUE ALTERNATIVE DARKWAR
『BLAZBLUE ALTERNATIVE DARKWAR』（ブレイブルー オルタナティブ ダークウォー）は、アークシステムワークスより配信されているスマートフォン用ゲームアプリ。略称は『BBDW』。2021年2月16日サービス開始。基本プレイ無料（アイテム課金制）。
2022年1月31日をもってサービスを終了した。

## 概要
『BLAZBLUE』シリーズのスマートフォン専用RPG。本作はゲーム版のキャラクターだけではなく漫画、小説などのスピンオフ作品のキャラ含む100体以上が登場するとしている。

## 登場人物

### オリジナルキャラクター
レイ（名前変更可能）
プレイヤーが操作できる本作の主人公。性別の選択可能。『観測の力』を持つ。
シエル＝サルファー
声 - 本泉莉奈 / イラスト - 森利道
身長154cm、体重43kg、11月20日生まれ、O型、趣味は古い資料を調べること、自身の好き嫌いについてはまだ理解していない。
御剣機関に所属している戦闘兵士「スレイプニール」の少女。主人公を護衛するため、行動を共にする。常に真面目で一生懸命。時折、冗談が通じず空回りするといった天然な一面も見せる。戦闘以外の知識はからっきし。
装備している接続器と主人公の『観測の力』を合わせることにより、『ユニット』（プレイヤーが所持するカードのキャラクター）を『居ない筈の者（クロノファンタズマ）』として具現化・使役することが可能。『碧の魔道書・写本（ブレイブルー・オルタナティブ）』の所有者でもある。
破城 カガミ [はじょう かがみ]
声 - 伊藤静
シエルの上官である女性。次元境界潜航艦「フガク」艦長。
非プレイアブルキャラクター。
アストロラーベ
一つ眼の浮遊ロボット。通称「ラーベ」。
カガミが使役する自立思考型支援ユニットであり、シエルと共に前線へ赴き、彼女に指示を出す。口が軽いシエルを体当たりなどで気絶させることで口止めすることもある。
非プレイアブルキャラクター。
アナザーダーク＝マイ
声 - 早見沙織 / イラスト - 加藤勇樹
突如現れた、謎の少女。非常に好戦的な性格で、問答無用で襲い掛かって来る。何者かの『依頼』を受けて動いているようだが、実態は謎。カガミからは、未確認存在（ストレンジャー）と呼ばれている。
ホワイトジャスティス
声 - 今井麻美 / イラスト - 森利道
身長160cm、体重47kg、3月14日生まれ、A型、趣味は絵画と歌、好きなものは時代劇、嫌いなものは戦争。
あらゆる時代、あらゆる場所でその姿が目撃されており、名前も、年齢も、すべてが謎に包まれている少女。その体は幾度も改良を重ね、身ひとつで境界を渡るという。全身を覆う白き鎧は「封印兵装・十六夜」と呼ばれている。
アナザーダーク＝カグラ
声 - 浪川大輔 / イラスト - 森利道
身長187cm、体重83kg、1月15日生まれ、O型。趣味は釣り、好きなものは酒と女、嫌いなのはハッキリしない事。
災厄の因子を組み込まれた、カグラ＝ムツキの可能性の姿。帝を頂点とする、イカルガという土地を守っている。最強と呼ばれ、大軍を単身で殲滅するほど絶大な戦闘力を持つ。その精神は常に戦場にあり、誰に心を許すことも無く、気を緩めることも無い。
十三 [じゅうさん]
声 - 近藤佳奈子 / イラスト - ひたきゆう
身長155cm、体重43kg、12月31日生まれ、血液型は不明。趣味は将棋（戦略を考える）、好きな食べ物は敢えて言えばラムダが焼いたクッキー、嫌いな食べ物はノエルが作った料理。
身ひとつで境界を渡る、謎に包まれた少女。白髪に、赤いジャケットを纏い、体躯に見合わぬ巨刀を振るう。「何か」を追って旅をしているようだが、その目的を彼女自身理解しているかどうか、定かではない。
ナイン (PS) / コノエ＝マーキュリー
声 - 田中理恵 / イラスト - 加藤勇樹
身長171cm、体重56kg、4月30日生まれ、血液型はAB型。趣味は不明、好きな人達は妹のセリカと家族、嫌いな食べ物はしいたけ。
イシャナの魔道学園に通う学生ながら十聖のひとりに選出された、天才魔術師。勝気で、荒々しく激しい気性の持ち主。非常に優秀な 頭脳と強大な魔力を持っており『紅蓮の魔女』とも呼ばれる。妹のセリカを溺愛しており、妹に害成す者に容赦はしない。

### シリーズ既存のキャラクター
ジン＝キサラギ
声 - 柿原徹也 / イラスト - 森利道
世界虚空情報統制機構の第四師団の団長。階級は少佐。「事象兵器＝アークエネミー 氷剣・ユキアネサ」の持ち主。落ちついた性格で、十二宗家の一つであるキサラギ家の当主として注目されている。
ノエル＝ヴァーミリオン
声 - 近藤佳奈子 / イラスト - 森利道
世界虚空情報統制機構の第四師団の団長であるジンの秘書官を務める少女。階級は少尉。「事象兵器＝アークエネミー 魔銃・ベルヴェルク」の持ち主。戦闘能力が高いものの人見知りで対人恐怖症な為、周囲からジンの秘書官に何故選ばれたのか疑問に思われている。
士官服、学生服、クリスマス仕様の「聖夜の守護者」の3種類が存在。
カズマ＝クヴァル
声 - 中村悠一 / イラスト - ロクシロコウシ
魔道都市イシャナの男子生徒。丁寧で穏やかな性格だが人との関わりはなるべく避けている。お節介を焼いてくる同じイシャナの生徒であるトリニティに少々困惑している。
トリニティ＝グラスフィール
声 - 悠木碧 / イラスト - 若菜光流
魔道都市イシャナの女子生徒。その見た目から「プラチナ＝ザ＝トリニティ（白金の錬金術師）」とも呼ばれる優秀な魔術師。心優しい性格で、どんな相手であろうと分け隔てなく接している。
ツバキ＝ヤヨイ
声 - 今井麻美 / イラスト - 箕星太朗
世界虚空情報統制機構の第零師団に所属する少女。階級は中尉。キサラギ家と同じ十二宗家の一つであるヤヨイ家の一人娘。文武両道の優等生であり、少々融通の利かない所があるものの誰にでも思いやりのある性格で、同じ十二宗家であるジンとは付き合いが長く、ジンのことをジン兄様と呼んで慕う。また、ジンの秘書官であるノエルとは士官学校時代からの親友である。
イザヨイ
声 - 今井麻美 / イラスト - しろー大野
ツバキ＝ヤヨイが『封印兵装・十六夜』の真の力を解放した姿。名を『零織・イザヨイ』と言う。 この姿になったツバキは、『不死者殺し』の力を持ち、この世のあらゆる悪を断罪するべく、正義の刃を振るう。
バレット
声 - 行成とあ / イラスト - あきづきりょう
世界虚空情報統制機構と敵対しているレジスタンスの中心人物。統制機構が原因で過去に傭兵団の仲間を全て失った為、統制機構を敵視している。幼い頃から育てられた傭兵団が男所帯だった為か、常識から外れた振る舞いを取ることもあるが、責任感が強く情に厚い性格。
ハザマ
声 - 中村悠一 / イラスト - 加藤勇樹
統制機構の諜報部に所属している衛士。階級は大尉。常に柔和な表情を浮かべて飄々としているため、掴み処がない。基本的に争いや面倒事を嫌っているが、とある目的のため、真の姿を隠して暗躍する。
レイチェル＝アルカード
声 - 植田佳奈 / イラスト - キャラクター:晩杯あきら、背景:かんくろう
ヴァンパイアの血族アルカード家の令嬢。見た目は可憐な少女であるが、実際は百年以上も生きている。教養も有り知性も高く物静かではあるが、高慢で高飛車。使い魔の赤いコウモリ『ギィ』と黒猫『ナゴ』を常に連れている。
アラクネ
声 - 疋田高志 / イラスト - 羽山晃平
無数の蟲を体内に宿す、魔道の探求者。理念や価値観が人間とは大きくかけ離れており、その言動の意味を察することは困難である。知識を得ることを目的に行動している。下水道など、暗く汚い場所を好む。
ヒビキ＝コハク
声 - 市来光弘 / イラスト - 高槻ナギー
統制機構衛士最高司令官であるカグラ＝ムツキの補佐官。十二宗家筆頭『ムツキ家』の分家『コハク家』で生まれ育った。冷静に物事を捉え、常に最も確実な道を選択する。コハク家は暗殺を生業としているため、冷酷な一面も持っている。
レリウス＝クローバー (BE)
声 - 諏訪部順一 / イラスト - 藤沢孝
若き人形使い。ヴァルケンハインと共に御剣機関に雇われ、『不死者殺し』として吸血鬼『クラヴィス＝アルカード』の命を狙っている。しかしその真の目的は謎に包まれている。
『ブラッドエッジ・エクスペリエンス』のレリウス。
マコト＝ナナヤ
声 - 磯村知美 / イラスト - 箕星太朗
リス系亜人種の少女。ウワサ話が大好きで、いつも明るくて元気いっぱい。並外れた身体能力を生かして戦う。
マイ＝ナツメ
声 - 早見沙織 / イラスト - スメラギ
統制機構の士官学校に通う少女。明るく前向きな性格で、他人を敬う誠実さも持ち合わせる。大切な友人を護るため、発掘兵装(レガシーウェポン)「朱弾(ガリアスフィラ)＝アウトシール」を手に危機を乗り越えてきた。白紙の魔道書『ノーネーム』を持つ。
通常のものと、水着を着た「水着の妖精」の2種類が存在。
ハクメン
声 - 柿原徹也 / イラスト - 森利道
全身を白い鎧で覆い、巨大な刀を背負った出生不明の剣士。かつて人類が滅亡の危機に瀕したとき、表舞台に現れて元凶である災厄を断ち切った英雄のひとりでもある。悪を断ち切り、悪を滅するべく、剣を振るい続ける。
Λ -No.11- [ラムダ イレブン]
声 - 近藤佳奈子 / イラスト - 加藤勇樹
破棄されていた体を元に、ココノエが改造、制作した素体の少女。兵器としてのみ存在を求められ、マスターの命令を淡々とこなす。 その姿はまさに兵器そのものだが、時折、断片的なやさしさや感傷を垣間見せることがある。
天ノ矛坂 テンジョウ [あまのほこさか てんじょう]
声 - 水瀬いのり / イラスト - やまかわ
六つの階層都市で形成された『イカルガ連邦』の元首。また、統制機構の『帝』として、国と民の平和を第一に願い行動する、心優しき穏やかな人物。天ノ矛坂の名を冠し、陰陽の術を自在に操る。
天ノ矛坂 焔 [あまのほこさか ほむら]
声 - 水瀬いのり / イラスト- 笛吹りな
統制機構の次期帝であり、天ノ矛坂テンジョウの嫡子。幼いが、国と民を誰より愛し、我が子のように大切にしている。多くの臣下からの忠誠も厚く、焔自身の戦闘能力は高くないが、戦闘の際は疾風のように、臣下であるシシガミ＝バングとカグラ＝ムツキがサポートが駆け付けてくれる。
カグラ＝ムツキ
声 - 浪川大輔 / イラスト - やまだ六角
統制機構の衛士最高司令官を務める、ムツキ家の当主。漆黒の大剣を振るう姿から「黒騎士」「黒い疾風」と呼ばれる。酒と女に弱いのが玉に瑕。
従来の作品で声を担当していた藤原啓治が死去したため、声優が変更されている。
メイファン＝ラピスラズリ
声 - 伊藤静 / イラスト - スメラギ
統制機構・第零師団（審判の羽根）の団長。帝に対して狂信的ともいえる忠誠心を持っており、帝の為に争いの無い世界を作ることを目指し行動している。あらゆる痛みを相殺する能力『ペインキラー』を持っている。趣味は園芸。
タロ＝ササガエ
声 - 沢城千春 / イラスト - すめらぎ琥珀
術式で編んだ糸を駆使して戦う、統制機構の衛士。衛士最高司令官であるカグラ＝ムツキの従兄弟で、学生時代にはクラスメイトであるジンの護衛任務に就いていた。
ファジー
声 - 田中あいみ / イラスト - キナコ
統制機構の暗部で人工的に精錬されたハーフヴァンパイア。その姿は男性とも女性ともつかない中性的なもので、他者をいたぶることに悦楽を見出す嗜虐的な性格をしている。背に生えた翼を武器とする他、死霊を操る術に長ける。
セリカ＝A＝マーキュリー
声 - 野水伊織 / イラスト - 石田ヒロユキ
イシャナの魔道学園に通っていた魔術師の少女で、十聖ナインの妹。誰にでも優しく、常に前向きに物事を考えるポジティブな性格。一度決めたら簡単には折れない頑固な一面も持っている。珍しい治癒魔法の使い手であり、とんでもない方向音痴。
獣兵衛 [じゅうべえ]
声 - てらそままさき / イラスト - Akilico
強靭な肉体と比類なき剣技を操る猫の獣人。六人の英雄の一人であり、「地上最強の生物」と呼ばれている。また特徴的な眼帯姿から「双蓮の隻眼」の異名を取る。長寿ゆえ、人間以上に人間臭く、情に流されやすい一面もある。
ココノエ
声 - 松浦チエ / イラスト - キャラクター:晩杯あきら、背景:かんくろう
第七機関に所属している天才科学者。大魔道士ナインと獣兵衛の娘であり、魔法を扱うこともできる。次元境界接触用素体を製錬したり、アークエネミーに匹敵する模倣事象兵器の開発も行うマッドサイエンティスト。
アカネ＝テルヒコ
声 - 小市眞琴 / イラスト - スメラギ
統制機構に所属している、若き空軍指揮官。想ったことをそのままいう節があるが、悪気はない。士官学校時代、生徒会の仲間だったジン達とは風呂も一緒に入るほど仲が良かった。
プラチナ＝ザ＝トリニティ
声 - 悠木碧 / イラスト - 10mo
古の英雄と同じ名を持つ少女。勝気背せっかちな少女「ルナ」と温厚でのんびりとした少年「セナ」、一つの身体に「二人」の魂が同居している。「事象兵器＝アークエネミー 雷轟・無兆鈴」の所有者。
通常のものと、水着を着た「砂浜の魔法少女」の2種類が存在。
シシガミ＝バング
声 - 小山剛志 / イラスト - 三好載克
内戦で故郷と主君をなくした忍者一族の頭領。同胞を率いて、故郷の再建を担っている。義理と人情を重んじる、男気と忠誠心に溢れた「漢」。良くも悪くも直情的だが、面倒見がいいため慕われている。
精神体テルミ / ユウキ＝テルミ
声 - 中村悠一 / イラスト - 藤原ひさし
この世界の基軸となる可能性の前に現れる『影』。時に、その振る舞いは人の心を苛立たせ、時に、その言動は人の道を狂わせ、時に、その影は災厄を打倒した英雄の名で呼ばれる。
本作では、実体を持たない精神体として登場。
ヴァルケンハイン＝R＝へルシング
声 - 清川元夢 / イラスト - 津崎真弓
六英雄の一人で、アルカード家に仕える老執事。性格は穏やかで整然、主にのみ忠誠を誓っている。レイチェルに無礼を働く存在には一切の容赦がない。老いてはいるが、優れた身体能力を持つ人狼である。
ヴァルケンハイン＝へルシング (BE)
声 - 鈴木賢 / イラスト - キャラクター:晩杯あきら、背景:かんくろう
強靭な身体能力を持つ、若き人狼。レリウスと共に御剣機関に雇われ、『不死者殺し (イモータルブレイカー)』として吸血鬼『クラヴィス=アルカード』の命を狙う。直情的で、非常に好戦的な性格。
『ブラッドエッジ・エクスペリエンス』のヴァルケンハイン。
ライチ＝フェイ＝リン
声 - たかはし智秋 / イラスト - 椋本夏夜
階層都市で診療所を営む医者。裏表がなく、誰からも好かれる性格。非常に優しく女性らしいが、酒が入ると親父くさくなる面もある。博識で、武術にも精通している。
リンファ
声 - 加藤有希子 / イラスト - すめらぎ琥珀
ライチの診療所を手伝いながら、自らも医者を志す少女。明るく元気で、誰とでもすぐに親しくなる性格。しかし愛想は良くなく、はっきりと言いすぎる面もあるため、よくライチに咎められている。趣味は日記をつけること。好きな動物は猫。
カジュン=ファイコット
声 - 藤田咲 / イラスト - パセリ
統制機構の士官学校に通う少女。明るく知的好奇心にあふれている。お嬢様口調が特徴的。実はとある機関の研究者という裏の顔を持っており、ある人物から依頼を受けて士官学校に潜入している。
テイガー
声 - 乃村健次 / イラスト - ダイエクスト
「赤鬼」と恐れられている、ある組織のサイボーグ。任務に忠実、状況判断にも優れ、且つ戦闘能力も高い。周囲からは厚い信頼を得ている。過去は普通の人間だったが、瀕死となった際に鬼の細胞を組み込まれて現在の体となった。
タオカカ
声 - 斎藤千和 / イラスト - Maruto!
階層都市の下層で暮らしている「カカ族」の戦士。天真爛漫で気分屋。純真無垢な心の持ち主。食べることが大好きで、よくお腹を空かせて倒れている。また、類稀なる能力を内に秘めているという。
チャチャカカ
声 - 東山奈央 / イラスト - 野崎つばた
統制機構の士官学校に通う、カカ族の少女。基本的に面倒くさがりだが、人情に厚い一面もあるギャル。
シオリ＝キリヒト
声 - 斎藤千和 / イラスト - あきづきりょう
統制機構の士官学校に通う少女。暗殺稼業を生業としているキリヒト家に生まれ、毒を主体とした暗殺術を叩きこまれている。礼儀正しく人懐っこいが、裏では冷酷な暗殺者としての顔を持つ。マイ＝ナツメのことを心底慕っており、彼女のためなら命も惜しまない。
黒鉄 ナオト [くろがね なおと]
声 - 島﨑信長 / イラスト - 加藤勇樹
新川浜第一高校に通う学生で、吸血鬼ラケル＝アルカードの眷属。正義感が強く、困っている人を放っておけない性格。対象の生命力を数値として視認する『狩人の眼』と血液を操るドライブ『ブラッドエッジ』を有して戦う。
ラケル＝アルカード
声 - 植田佳奈 / イラスト - 安達洋介
伝説とうたわれる吸血鬼一族「アルカード家」の令嬢。誰に対しても尊大な態度を取るが、同性が苦手という意外な一面も。他者の認識を強制操作する『深紅の魔眼 (スレイブレッド)』の力や風を操るドライブ『テンペスト』を操る。
緋鏡 キイロ [ひかがみ きいろ]
声 - 中恵光城 / イラスト - 匈歌ハトリ
御剣機関に所属している、蠱惑的な物腰の女性。自己主張が激しく、一方的に黒鉄ナオトへ想いを寄せる。その正体は次元境界接触用素体・エンブリオストレージの一機。『蒼』を手に入れるために人の手によって造られた存在。
輝弥 サヤ [てるみ さや]
声 - ゆかな / イラスト - 哉ヰ涼
黒鉄ナオトの実妹で『輝弥家』の次期当主。生まれつき身体は病弱だが、その心には激情を宿している。輝弥家再興を目指し、当主の証『狩人の眼』を求める。最悪のドライブと言われる『ソウルイーター』を宿す。
クラヴィス＝アルカード
レイチェルの父親であり、ラケルの創造主。2人を娘として愛している。本作では若い姿で登場。
非プレイアブルキャラクター。
ラグナ＝ザ＝ブラッドエッジ
従来作の主人公。オープニングなどに姿を見せるのみ。
非プレイアブルキャラクター。

### 『XBLAZE』のキャラクター
Es [エス]
声 - 野村真悠華 / イラスト - 樋口このみ
超常的な能力（ドライブ）『クレストアーツ』を有する少女。その特殊な経歴から、戦闘以外にはまるで無知で、口数は少なく感情も表に出さない。高い身体能力を活かし、その体格には見合わない巨大な剣『契晶封刃・ムラクモ』を自在に操る。
天ノ矛坂 冥 [あまのほこさか めい]
声 - 水瀬いのり / イラスト - 樋口このみ
御剣機関と協力関係にある、天ノ矛坂家の一人娘で次期当主。幼少の頃から『D発症者(ユニオン)』の対策に携わってきた。歳に似合わず落ち着いており、驚くほど肝が据わっている。陰陽術の使い手で、自ら式神を使役して情報収集や戦闘を行う。
久音＝グラムレッド＝シュトルハイム [くおん ぐらむれっど しゅとるはいむ]
声 - 近藤唯 / イラスト - ヌン
魔道都市イシャナの魔道学園に通う学生。名家のお嬢様。正義感溢れる性格で、間違ったことは見過ごせない。周囲から『爆炎の魔女シュトルハイム』と呼ばれ恐れられている。類まれなる能力を持ち、十聖になれる器として期待されている。
通常のものと、水着を着た「灼熱のビーチアタッカー」の2種類が存在。
リッパー
声 - 鈴村健一 / イラスト - 哉ヰ涼
御剣機関からSS級の最重要捕縛対象として追われている、『D発症者』。快楽殺人鬼。嗅覚で『D発症者』を感知して襲い、自身を強化し続けている。自身の指先を特殊な刃に変化させることができる。
ツヴァイ
声 - 松浦チエ / イラスト - 蔓木鋼音
元イシャナの十聖・ツヴァイ(2)の称号を持つ魔術師である女性。陽気な性格で、カレーに対して並々ならぬ情熱を持っている。究極のカレーを探求するため、魔術士としては隠居中。
ドライ
声 - 利根健太朗 / イラスト - touge369
イシャナの十聖・ドライ(3)の称号を持つ魔術師である男性。生真面目で、真の十聖とは何かを考えている求道者でもある。身体能力を飛躍的に向上させる魔術を得意としている。肉弾戦が得意。
アハト
声 - 吉田聖子 / イラスト - MAMI
イシャナの十聖・アハト(8)の称号を持つ魔術師である女性。非常に優秀な魔術師で、若くして十聖に選ばれた。高慢且つ冷ややかな性格を表したような氷の魔術が得意。空気中の水分を集め、その場の熱を操作する高度な魔術を使う。
ゼクス
声 - 杉田智和 / イラスト - 樋口このみ
イシャナの十聖・ゼクス(6)の称号を持つ魔術師である男性。重力の魔術を操り、一個師団に匹敵する程の力を持つ。他者を寄せ付けない圧倒的な空気と、崇高な思想から、過去存在した魔術師の中でも異質の存在と言える。
アベンジ
声 - 丹沢晃之 / イラスト - 猫囃子
『D発症』専門の咎追い。常に黒いフードを深くかぶっており、表情は読みづらい。リッパーを追っている。抗術印の刻まれたナイフを用いた戦闘術が得意。

## 開発
2017年8月8日にアークシステムワークスが公式サイトやソーシャルメディアのアカウントを開設しプロローグなどが公開された。開発は源株式会社。2018年1月11日から双葉ますみによる「ブレイブルー ウォーカー」という公式4コマ漫画の連載がサイトで始まり、毎週水曜日に新しく更新された。2018年2月14日に事前登録が始まった。
もともと2018年にサービス開始予定と発表され、その後動きがなかったが、3年後の2021年1月13日にアークシステムワークスが2月中に配信開始すると発表し事前登録を再開した、開発元が源株式会社からリンクトブレインに変更となっている。2021年2月16日にサービスが開始となり、オープニングアニメーションやローンチトレーラーなども公開された。

## 主題歌
オープニングソング「Blue Dawn」
歌：本泉莉奈